# Lista de capítulos de 20th Century Boys
O mangá 20th Century Boys escrito e ilustrado por Naoki Urasawa, foi publicado pela editora Shogakukan na revista Big Comic Spirits. O primeiro capítulo de 20th Century Boys foi publicado em setembro de 1999 e a publicação encerrou em abril de 2006 no capítulo 249, contando com 22 volumes. Sua continuação, 21st Century Boys, de mesmo autor, editora e revista, teve seu primeiro capítulo publicado em dezembro de 2006 e encerrou em julho de 2007 no capítulo 16, contando com 2 volumes concluindo a série. Nesta página, os capítulos estão listados por volume, com seus respectivos títulos originais (volumes com seus títulos originais abaixo do traduzido e capítulos com seus títulos originais na coluna secundária).
No Brasil, é licenciado e publicado pela editora Panini desde setembro de 2012.

## Volumes 1~11
| - 1. Amigo - 2. Karaokê - 3. O Garoto que Comprou um Violão - 4. Toalha de Meleca - 5. A Noite no Laboratório de Ciências - 6. Bandeira na Lua - 7. Softball - 8. Cavando um Buraco - 9. Mensagem - 10. Yukiji | - 1. ともだち (Tomodachi) - 2. カラオケ (Karaoke) - 3. ギターを買った少年 (Gitā o Katta Shōnen) - 4. 鼻水タオル (Hanamizu Taoru) - 5. 理科室の夜 (Rikashitsu no Yoru) - 6. 月に立つ顔 (Tsuki ni Tatsu Kao) - 7. ソフトボール (Sofutobōru) - 8. 穴を掘る (Ana o Horu) - 9. メッセージ (Messēji) - 10. ユキジ (Yukiji) |

| - 11. "Poder da Amizade" - 12. Otcho - 13. Cho-san - 14. Yama-san - 15. A Extinção da Humanidade - 16. Deus - 17. A Gaveta da Irmã - 18. O Amado da Irmã - 19. O Homem por Trás - 20. Messias - 21. Abram os Olhos!! | - 11. “ゆうりき” ("Yūriki") - 12. オッチョ (Otcho) - 13. チョーさん (Chō-san) - 14. ヤマさん (Yama-san) - 15. 人類滅亡の時 (Jinrui Metsubō no Toki) - 16. 神様 (Kami-sama) - 17. 姉貴の引き出し (Aneki no Hikidashi) - 18. 姉貴の恋人 (Aneki no Koibito) - 19. 後ろの男 (Ushiro no Otoko) - 20. 予言者 (Yogensha) - 21. 目を覚ませ!! (Me o Samase!!) |

| - 22. O Herói com uma Guitarra - 23. Decisão - 24. Confronto - 25. Brother - 26. Colegas de Classe - 27. Mais Um... - 28. Sadakiyo - 29. Explosão no Aeroporto - 30. A Filha do Destino - 31. E Então... - 32. O Homem de Bangkok | - 22. ギターを持った英雄 (Gitā o Motta Eiyū) - 23. 決意 (Ketsui) - 24. 対決 (Taiketsu) - 25. ブラザー (Burazā) - 26. クラスメート (Kurasumēto) - 27. もう一人・・・ (Mō Hitori...) - 28. サダキヨ (Sadakiyo) - 29. 空港爆破 (Kūkō Bakuha) - 30. 運命の子 (Unmei no Ko) - 31. それから・・・ (Sorekara...) - 32. バンコクの男 (Bankoku no Otoko) |

| - 33. Partido da Amizade - 34. Fuga - 35. Conexões - 36. Amor e Paz - 37. O Menino do Arco-íris - 38. Luz - 39. Explosão - 40. Base Secreta - 41. Conferência do Robô - 42. O Rei do Submundo - 43. Dentro da Escuridão | - 33. ゆーみん党 (Yūmin-tō) - 34. 逃走 (Tōsō) - 35. つながり (Tsunagari) - 36. 愛と平和 (Ai to Heiwa) - 37. 七色キッド (Nanairo Kiddo) - 38. 光 (Hikari) - 39. 爆破 (Bakuha) - 40. 秘密基地 (Himitsu Kichi) - 41. ロボット会議 (Robotto Kaigi) - 42. 地下の帝王 (Chika no Teiō) - 43. 闇の奥 (Yami no Oku) |

| - 44. Convite - 45. Não Está Só - 46. Tio Kenji - 47. Sinal - 48. 31 de Dezembro - 49. Parte Final - 50. Reunião - 51. Monumento - 52. Detetive Chouno - 53. Borboleta - 54. Duas Ambições | - 44. 招集 (Shōshū) - 45. ひとりじゃない (Hitori Ja Nai) - 46. ケンヂおじちゃん (Kenji-ojichan) - 47. のろし (Noroshi) - 48. 12月31日 (12-gatsu 31-nichi) - 49. さいしゅうかい (Saishūkai) - 50. さいかい (Saikai) - 51. 記念碑 (Kinenhi) - 52. 蝶野刑事 (Chōno-keiji) - 53. チョーチョ (Chōcho) - 54. ふたりの大志 (Futari no Taishi) |

| - 55. Testemunha - 56. O Verdadeiro Assassino - 57. Vaga-lume - 58. Monster - 59. Túnel - 60. Sendo a Caça... - 61. Aliado Poderoso - 62. Amuleto da Sorte - 63. Última Esperança - 64. A Grande Fuga - 65. Teste de Coragem | - 55. 目撃者 (Mokugekisha) - 56. 真犯人 (Shinhannin) - 57. 海ほたる (Umihotaru) - 58. バケモノ (Bakemono) - 59. トンネル (Tonneru) - 60. 追いつめられて・・・ (Oitsumerarete...) - 61. 強い味方 (Tsuyoi Mikata) - 62. お守り (Omamori) - 63. 最後の希望 (Saigo no Kibō) - 64. 大脱走 (Daidassō) - 65. キモダメシ (Kimodameshi) |

| - 66. Fuga - 67. Ar - 68. Aterrissagem - 69. A Feira dos Sonhos - 70. Koizumi - 71. Autógrafo de Deus - 72. Verdade - 73. Sala de Controle - 74. Espetáculo - 75. Fukube - 76. Entrada | - 66. 脱出 (Dasshutsu) - 67. 空気 (Kūki) - 68. 上陸 (Jōriku) - 69. 夢の博覧会 (Yume no Hakurankai) - 70. コイズミ (Koizumi) - 71. 神様のサイン (Kami-sama no Sain) - 72. 真実 (Shinjitsu) - 73. コントロールルーム (Kontorōru Rūmu) - 74. 対面 (Taimen) - 75. フクベエ (Fukubee) - 76. 突入 (Totsunyū) |

| - 77. Decisão - 78. Robô - 79. A Canção de Kenji - 80. Sua Carona - 81. Amigolândia - 82. Escapada - 83. Pedido - 84. Notas - 85. Plano - 86. Pendurado na Colina - 87. Vozes Reverberantes | - 77. 決断 (Ketsudan) - 78. ロボット (Robotto) - 79. ケンヂの歌 (Kenji no Uta) - 80. お迎え (Omukae) - 81. ともだちランド (Tomodachi Rando) - 82. 逃亡 (Tōbō) - 83. 依頼 (Irai) - 84. 成績 (Seiseki) - 85. 計画 (Keikaku) - 86. 首吊り坂 (Kubitsuri-zaka) - 87. 話し声 (Hanashigoe) |

| - 88. Não Olhe - 89. Pesadelo - 90. A Verdadeira Batalha - 91. Coelho Nabokov - 92. Poderes Sobrenaturais - 93. Confissões - 94. O Novo Livro de Profecias - 95. No Pódio - 96. Salvador - 97. O Momento do Assassinato - 98. O Momento do Pistoleiro | - 88. 見ちゃいけない (Mitcha Ikenai) - 89. 悪夢 (Akumu) - 90. 本気勝負 (Honki Shōbu) - 91. ラビット・ナボコフ (Rabitto Nabokofu) - 92. 超能力 (Chō Nōryoku) - 93. 告白 (Kokuhaku) - 94. しんよげんの書 (Shin'yogen no Sho) - 95. 壇上 (Danjō) - 96. 救世主 (Kyūseishu) - 97. 暗殺の時 (Ansatsu no Toki) - 98. 凶弾の時 (Kyodan no Toki) |

| - 99. Cessar-fogo - 100. Cruzamento - 101. Vigilância - 102. Novo Professor - 103. Respostas Aterrorizantes - 104. Colecionador - 105. Solilóquio - 106. O Quarto do Amigo - 107. O Garoto Sem Rosto - 108. O Garoto Com Rosto - 109. Trovão | - 99. 停戦 (Teisen) - 100. クロスロード (Kurosurōdo) - 101. 監視 (Kanshi) - 102. 新しい先生 (Atarashii Sensei) - 103. 恐怖の解答 (Kyōfu no Kaitō) - 104. コレクター (Korekutā) - 105. 独り言 (Hitorigoto) - 106. 友人の部屋 (Yūjin no Heya) - 107. 顔のない少年 (Kao no Nai Shōnen) - 108. 顔のある少年 (Kao no Aru Shōnen) - 109. 雷鳴 (Raimei) |

| - 110. O Abismo do Desespero - 111. Lista de Ingredientes - 112. A Mentira de 1970 - 113. Velha Amizade - 114. Devoção Completa - 115. Alienígenas - 116. A Decisão de Sadakiyo - 117. Ruínas - 118. Godzilla - 119. Palavras da Mãe - 120. Yamane-kun - 121. Memórias do Laboratório de Ciências | - 110. 絶望の淵 (Zetsubō no Fuchi) - 111. 成分表示 (Seibun Hyōji) - 112. 1970年の嘘 (1970-nen no Uso) - 113. 旧交 (Kyūkō) - 114. 全身全霊 (Zenshinzenrei) - 115. 宇宙人 (Uchūjin) - 116. サダキヨの決意 (Sadakiyo no Ketsui) - 117. 廃墟 (Haikyo) - 118. ゴジラ (Gojira) - 119. 母の言葉 (Haha no Kotoba) - 120. ヤマネ君 (Yamane-kun) - 121. 理科室の思い出 (Rikashitsu no Omoide) |

## Volumes 12~22
| - 122. O Ano Novo de Cada Um - 123. Peregrinação - 124. Autodestruição - 125. Conexão Secreta - 126. Biblioteca - 127. Laboratório de Ciências - 128. Sob a Lâmpada a Alcool - 129. Este Homem - 130. Um Tiro 1 - 131. Um Tiro 2 - 132. O Verdadeiro Tiro - 133. O Rosto de um Amigo | - 122. それぞれの大みそか (Sorezore no Ōmisoka) - 123. 参拝 (Sanpai) - 124. 自爆 (Jibaku) - 125. 秘密の連絡 (Himitsu no Renraku) - 126. 図書室 (Toshokan) - 127. 理科室 (Rikashitsu) - 128. アルコールランプの下 (Arukōruranpu no Shita) - 129. その男 (Sono Otoko) - 130. 銃声① (Jūsei 1) - 131. 銃声② (Jūsei 2) - 132. 銃声の正体 (Jūsei no Shōtai) - 133. ともだちの顔 (Tomodachi no Kao) |

| - 134. O Homem Esquecido - 135. A Morte do Amigo - 136. Encontro da Távola Redonda - 137. Tempo de Reuniões - 138. Confissões em 2003 - 139. Homem de Verdade - 140. O Começo do Fim - 141. O Contra-ataque do Império Sapo 1 - 142. O Contra-ataque do Império Sapo 2 - 143. Uma Cidade Calma da Alemanha - 144. Um Terror que Espreita Sorrateiramente - 145. Novas Ordens | - 134. 記憶にない男 (Kioku ni Nai Otoko) - 135. ともだちの死 (Tomodachi no Shi) - 136. 円卓の会議 (Entaku no Kaigi) - 137. 再会の時 (Saikai no Toki) - 138. 2003年の告白 (2003-nen no Kokuhaku) - 139. ホンモノの男 (Honmono no Otoko) - 140. 終わりの始まり (Owari no Hajimari) - 141. 蛙帝国の逆襲① (Kaeru Teikoku no Gyakushū 1) - 142. 蛙帝国の逆襲② (Kaeru Teikoku no Gyakushū 2) - 143. ドイツの静かな町 (Doitsu no Shizukana Machi) - 144. 忍び寄る恐怖 (Shinobiyoru Kyōfu) - 145. 新たなる指令 (Aratanaru Shirei) |

| - 146. Memorial - 147. A Verdade de 1971 - 148. Imperador do Mal - 149. O Intruso - 150. O Dia que Ele Viu Algo - 151. Entortador de Colheres - 152. O Laboratório de Ciências de 1971 - 153. Encontro com o Passado - 154. Identidade - 155. Memórias Perdidas - 156. Minhas Férias de Verão - 157. Juventude e Sonhos | - 146. 追悼式 (Tsuitō-shiki) - 147. 本当の1971年 (Hontō no 1971-nen) - 148. 悪の大魔王 (Aku no Dai Maō) - 149. 侵入者 (Shin'nyū-sha) - 150. 何かが見えた日 (Nanika ga Mieta Hi) - 151. スプーン曲げの男 (Supūn Mage no Otoko) - 152. 1971年の理科室 (1971-nen no Rika-shitsu) - 153. 過去との邂逅 (Kako to no Kaigō) - 154. 正体 (Shōtai) - 155. ゆがんだ記憶 (Yuganda Kioku) - 156. 僕の夏休み (Boku no Natsuyasumi) - 157. 少年と夢 (Shōnen to Yume) |

| - 158. Profecias Medíocres - 159. Um Japonês Medíocre - 160. O Homem Tatuado - 161. A Verdade Retorcida - 162. Coragem em 2001 - 163. Adeus em 2001 - 164. Esse Mundo Maravilhoso - 165. O Maior Espetáculo da Terra - 166. O Ambulante da Máscara de Gás - 167. Limite de Tempo - 168. Vida Londa à Exposição - 169. Aquém do Arco-íris - 170. Além do Arco-íris | - 158. 陳腐な預言書 (Chinpuna Yogen-sho) - 159. 陳腐な日本人 (Chinpuna Nihonjin) - 160. 入れ墨の男 (Irezumi no Otoko) - 161. 蠢く真実 (Ugomeku Shinjitsu) - 162. 2001年の勇気 (2001-nen no Yūki) - 163. 2001年の別れ (2001-nen no Wakare) - 164. この素晴らしき世界 (Kono Subarashiki Sekai) - 165. 史上最大のショー (Shijō Saidai no Shō) - 166. 防毒マスクのセールスマン (Bōdoku Masuku no Sērusuman) - 167. タイム・リミット (Taimu Rimitto) - 168. ばんぱくばんざい (Ban Paku Banzai) - 169. 虹のこちら側 (Niji no Kochiragawa) - 170. 虹のむこう側 (Niji no Mukou Soba) |

| - 171. A Base do Arco-íris - 172. O Verdadeiro Amigo - 173. Dentro do Espelho - 174. O Verdadeiro Detetive - 175. O Verdadeiro Fantasma - 176. Super-homem - 177. A Era do Amigo - 178. O Homem que Salta com Vara - 179. História Moderna - 180. A Imaginação das Crianças - 181. Caixa de Brinquedos | - 171. 虹のつけ根 (Niji no Tsukene) - 172. 本当の友達 (Hontō no Tomodachi) - 173. 鏡のむこう (Kagami no Mukou) - 174. 本当の首吊り坂 (Hontō no Kubitsuri-zaka) - 175. 本当の幽霊 (Hontō no Yūrei) - 176. 人間以上 (Ningen'ijō) - 177. ともだち暦 (Tomodachi-reki) - 178. 棒高跳びの男 (Bōtakatobi no Otoko) - 179. 近代史 (Kindai-shi) - 180. 子どもの発想 (Kodomo no Hassō) - 181. オモチャ箱 (Omocha-bako) |

| - 182. Força de Defesa da Terra - 183. Dê o seu Melhor! Katsuo - 184. Limite do Desespero - 185. A Rainha do Gelo - 186. O Começo do Desespero - 187. Em uma Jornada - 188. O Fardo da Jornada - 189. Policial do Fim do Mundo - 190. Canção do Fim do Mundo - 191. O Dever das Férias de Verão - 192. Encontro no Cruzamento: Cruzado de Direita | - 182. 地球防衛軍 (Chikyū Bōei-gun) - 183. がんばれ！カツオ (Ganbare! Katsuo) - 184. 多くのゼツボウ (Ōku no Zetsubou) - 185. 氷の女王 (Kōri no Joō) - 186. 絶望の始まり (Zetsubō no Hajimari) - 187. 旅の途中 (Tabi no Tochū) - 188. 旅の重さ (Tabi no Omo-sa) - 189. 最果ての警察官 (Saihate no Keisatsukan) - 190. 最果ての歌 (Saihate no Uta) - 191. 夏休みの宿題 (Natsuyasumi no Shukudai) - 192. 十字路の遭遇：クロスカウンター (Jūjiro no Sōgū: Kurosu Kauntā) |

| - 193. Guttarara ♫ Suddarara - 194. Os Dois que Sobreviveram - 195. Minha Filha... - 196. A Canção de Todos - 197. A União de Todos - 198. De Pé, Eu Estou de Pé, Joe!! - 199. Bis, Bis!! - 200. Começa a Mudança do Mundo - 201. Algo que Não Deve Ser Visto - 202. Algo que Não Deve Ser Ouvido - 203. Algo que Não Deve Ser Conhecido | - 193. グータララ♫スーダララ (Gūtarara ♫ Sūdarara) - 194. 生き残った二人 (Ikinokotta Futari) - 195. 娘よ・・・ (Musume yo...) - 196. みんなの歌 (Min'na no Uta) - 197. みんな集まって (Min'na Atsumatte) - 198. 立て、立つんだ、ジョー!! (Tate, Tatsu'nda, Jō!!) - 199. アンコールアンコール!! (Ankōru Ankōru!!) - 200. 世界を変える始まり (Sekai o Kaeru Hajimari) - 201. 見てはいけないもの (Mite wa Ikenai Mono) - 202. 聞いてはいけないもの (Kiite wa Ikenai Mono) - 203. 知ってはいけないもの (Shitte wa Ikenai Mono) |

| - 204. O Toque Final - 205. Algo Gigantesco se Aproxima - 206. O Ás de Espadas - 207. A Melancolia do Mangaká Ujiki - 208. Descobridores - 209. A Grande Fuga - 210. Os Sete Samurais da Selvageria - 211. Aaachei Você - 212. Por Trás - 213. O Pior Homem - 214. O Homem que Voltou | - 204. 最後の獲物 (Saigo no Emono) - 205. どデカいものがやってくる (Do Deka I-mono ga Yattekuru) - 206. スペードの市 (Supēdo no Ichi) - 207. 漫画家氏木氏の憂鬱 (Mangakka Ujiki-shi no Yūutsu) - 208. 突破者 (Toppa-sha) - 209. 大脱走 (Dai Dassō) - 210. 荒野の七人の侍 (Kōya no Shichinin'nosamurai) - 211. 見ぃーつけた (Mi'ītsuketa) - 212. 後ろの正面 (Ushiro no Shōmen) - 213. 最悪の男 (Saiaku no Otoko) - 214. 帰ってきた男 (Kaettekita Otoko) |

| - 215. Ponto Principal - 216. A Hora da Santa Mãe - 217. O Coaxo do Sapo - 218. O Homem Mais Baixo - 219. A Batalha da Humanidade - 220. Quem é o "Amigo"!? - 221. Poder Grandioso - 222. Pois Eu Sou - 223. Qual é Qual!? - 224. Um Cenário Sem Cena - 225. Humanidade em 24 Horas | - 215. 極意 (Gokui) - 216. 聖母の時間 (Seibo no Jikan) - 217. カエル鳴く時 (Kaeru Naku Toki) - 218. 最低の男 (Saitei no Otoko) - 219. 人類の勝負 (Jinrui no Shōbu) - 220. “ともだち”は誰!? ("Tomodachi" wa Dare!?) - 221. 偉大な力 (Idaina-ryoku) - 222. 僕こそは (Boku Koso wa) - 223. どっちがどっち!? (Dotchi ga Dotchi!?) - 224. シナリオにないシナリオ (Shinario ni Nai Shinario) - 225. 24時間の人類 (24-jikan no Jinrui) |

| - 226. Quem é Você!? - 227. Pique-esconde - 228. O Mensageiro do Papa - 229. Vaaamos Brincaaar - 230. Surge o Alienígena - 231. O "Amigo" Está Lá Agora - 232. Continuação do Livro da Profecia - 233. Só Aquilo Restará - 234. Abaixe Esta Bandeira - 235. Erga Esta Bandeira - 236. A Confição do Mascarado | - 226. あんた誰!? (Anta Dare!?) - 227. かくれんぼ (Kakurenbo) - 228. 法王の使者 (Hōō no Shisha) - 229. あーそびーましょ (A'āsobi'īmasho) - 230. 宇宙人現る (Uchūbito Genru) - 231. 今そこにいる“ともだち” (Ima Soko ni Iru “Tomodachi”) - 232. つづきのよげんしょ (Tsudzuki no Yogen-sho) - 233. あんだけが残る (An Dake ga Nokoru) - 234. この旗のもとに (Kono Hata no Moto ni) - 235. その旗をあげろ (Sono Hata o Agero) - 236. 仮面の告白 (Kamen no Kokuhaku) |

| - 237. Depois da Confição - 238. A Última Canção - 239. O Povo de Tokyo - 240. Seu Jogo - 241. Você Deve Viver - 242. O Rei Mascarado - 243. Não Ceda ao Inimigo - 244. O Lendário Detetive Renasce - 245. Não Façam Nada - 246. O Despertar da Justiça - 247. Aquele que Ostenta da Justiça - 248. O Fim da Brincadeira - 249. Conclusão | - 237. 告白のあと (Kokuhaku no Ato) - 238. 最後の歌 (Saigo no Uta) - 239. 東京都民の皆さん (Tōkyōto-min no Minasan) - 240. あんたの勝負 (Anta no Shōbu) - 241. あなたが生きなさい (Anata ga Iki Nasai) - 242. お面大王 (O-men Daiō) - 243. 敵に渡すな (Teki ni Watasu na) - 244. 続伝説の刑事 (Zoku Densetsu no Deka) - 245. 何もするな (Nani mo Suru na) - 246. 正義の始まり (Seigi no Hajimari) - 247. 正義を守る男 (Seigi o Mamoru Otoko) - 248. 遊びの終わり (Asobi no Owari) - 249. 決着 (Ketchaku) |

## 21st Century Boys
| - 1. A Morte do "Amigo" - 2. Um Adulto Dentro do Sonho - 3. Nossa Bandeira - 4. A Origem das Crianças - 5. O Fantasma do Futuro - 6. Imitação da Imitação - 7. Lugar para Esconder - 8. Você Morreu Hoje | - 1. “ともだち”の死 ("Tomodachi" no Shi) - 2. 夢の中の大人 (Yume no Naka no Otona) - 3. 俺たちの旗 (Oretachi no Hata) - 4. 子供のはじまり (Kodomo no Hajimari) - 5. 未来のおばけ (Mirai no Obake) - 6. マネのマネ (Mane no Mane) - 7. かくし場所 (Kakushi Basho) - 8. おまえは今日で死にました (Omae wa Kyō de Shinimashita) |

| - 9. Regras do Jogo - 10. Remanescências do Demônio - 11. Adeus, Manjoume - 12. Botão - 13. Pressione - 14. Nunca Deixarei Terminar - 15. Sinto Muito - 16. Garotos do Século 20 | - 9. ゲームのルール (Gēmu no Rūru) - 10. 悪魔の残党 (Akuma no Zantō) - 11. さよなら万丈目 (Sayonara Manjōme) - 12. スイッチ (Suitchi) - 13. パンチアウト (Panchi Auto) - 14. 絶対に終わらせない (Zettai ni Owarasenai) - 15. ごめんなさい (Gomen'nasai) - 16. 20世紀少年 (20 Seiki Shōnen) |